# William Forsythe (Schauspieler)

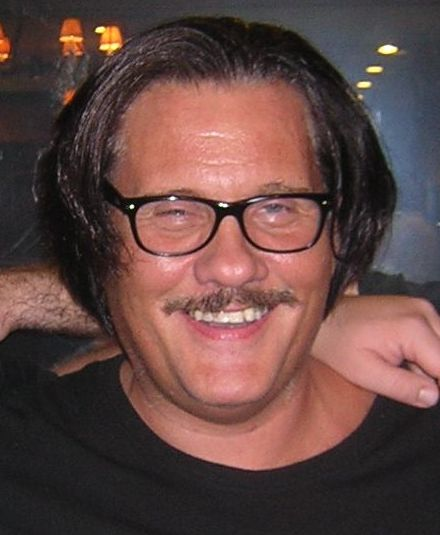
William Forsythe (2007)

William Forsythe (* 7. Juni 1955 in Brooklyn, New York City) ist ein US-amerikanischer Schauspieler, der gelegentlich auch als Produzent in Erscheinung tritt.

## Leben
Seine Karriere als Schauspieler begann er 1980 mit einer Rolle in dem Film Long Shot. Seitdem tritt er vor allem als markanter Nebendarsteller in Erscheinung, seine erste erwähnenswerte Rolle dieser Art hatte er 1984 in dem Epos Es war einmal in Amerika von Sergio Leone. Forsythe arbeitet ebenso für das Fernsehen und übernahm u. a. 2002 eine tragende Rolle in der Fernsehserie Der Fall John Doe!. Er ist daneben auch als Gaststar in Einzelepisoden verschiedener Serien wie etwa Shark zu sehen. Größere Rollen in Fernsehserien übernahm er von 2011 bis 2012 in Boardwalk Empire und von 2012 bis 2013 in The Mob Doctor.
Forsythe ist Vater dreier Töchter.

## Filmografie (Auswahl)
- 1982: CHiPs (Fernsehserie, 1 Folge)
- 1983: Hochzeit mit Hindernissen (The Man Who Wasn’t There)
- 1984: Es war einmal in Amerika (Once Upon a Time in America)
- 1987: Arizona Junior (Raising Arizona)
- 1987: Ausgelöscht (Extreme Prejudice)
- 1989: Dead Bang – Kurzer Prozess (Dead Bang)
- 1990: Dick Tracy
- 1991: Stone Cold – Kalt wie Stein (Stone Cold)
- 1991: Deadly Revenge – Das Brooklyn-Massaker (Out for Justice)
- 1991: Kevins Cousin allein im Supermarkt
- 1992: Das Gesetz der Gewalt (American Me)
- 1992: Das Gift des Zweifels (Cruel Doubt)
- 1993–1994: Die Unbestechlichen (The New Untouchables, Fernsehserie, 42 Folgen)
- 1995: Virtuosity
- 1995: Palookaville
- 1996: Der Untergang der Cosa Nostra (Gotti)
- 1995: Das Leben nach dem Tod in Denver (Things to Do in Denver When You’re Dead)
- 1996: Mörderischer Tausch (The Substitute)
- 1996: The Rock – Fels der Entscheidung (The Rock)
- 1997: Big City Blues
- 1998: Hell’s Kitchen – Vorhof zur Hölle (Hell’s Kitchen)
- 1998: Firestorm – Brennendes Inferno (Firestorm)
- 1998: Der Diamanten-Cop (Blue Streak)
- 1998: Ambushed – Dunkle Rituale (Ambushed)
- 1998: Django – Ein Dollar für den Tod (Dollar for the Dead)
- 1999: Tod in großen Scheinen (Luck of the Draw)
- 1999: Dschungel der Gefahren (Paradise Lost)
- 1999: Rent a Man – Ein Mann für gewisse Sekunden (Deuce Bigalow: Male Gigolo)
- 2001: Camouflage
- 2002: City by the Sea
- 2002–2003: Der Fall John Doe! (Fernsehserie, 19 Folgen)
- 2005: Sharkman – Schwimm um dein Leben (Sharkman, Fernsehfilm)
- 2005: The Devil’s Rejects
- 2006: Das Gesicht der Wahrheit (Freedomland)
- 2007: 88 Minuten (88 Minutes)
- 2007: Hack!
- 2007: Halloween
- 2008: Stiletto
- 2009: Joey – Ein Boxerleben (The Nail: The Story of Joey Nardone)
- 2010: The Rig
- 2010: Dear Mr. Gacy
- 2011: Loosies
- 2011–2012: Boardwalk Empire (Fernsehserie, 7 Folgen)
- 2011–2012: The Mentalist (Fernsehserie, 2 Folgen)
- 2012–2013: The Mob Doctor (Fernsehserie, 13 Folgen)
- 2015, 2017: Hawaii Five-0 (Fernsehserie, 2 Folgen)
- 2018–2019: The Man in the High Castle (Fernsehserie, 7 Folgen)
- 2019: Hard Powder
- 2019: Vault
- 2019: Magnum P.I. (Fernsehserie, 2 Folgen)
- 2021: Gott ist nicht tot 4 – Wir sind das Volk (God's Not Dead: We the People)
- 2021: Ida Red